# Kaarel Parts

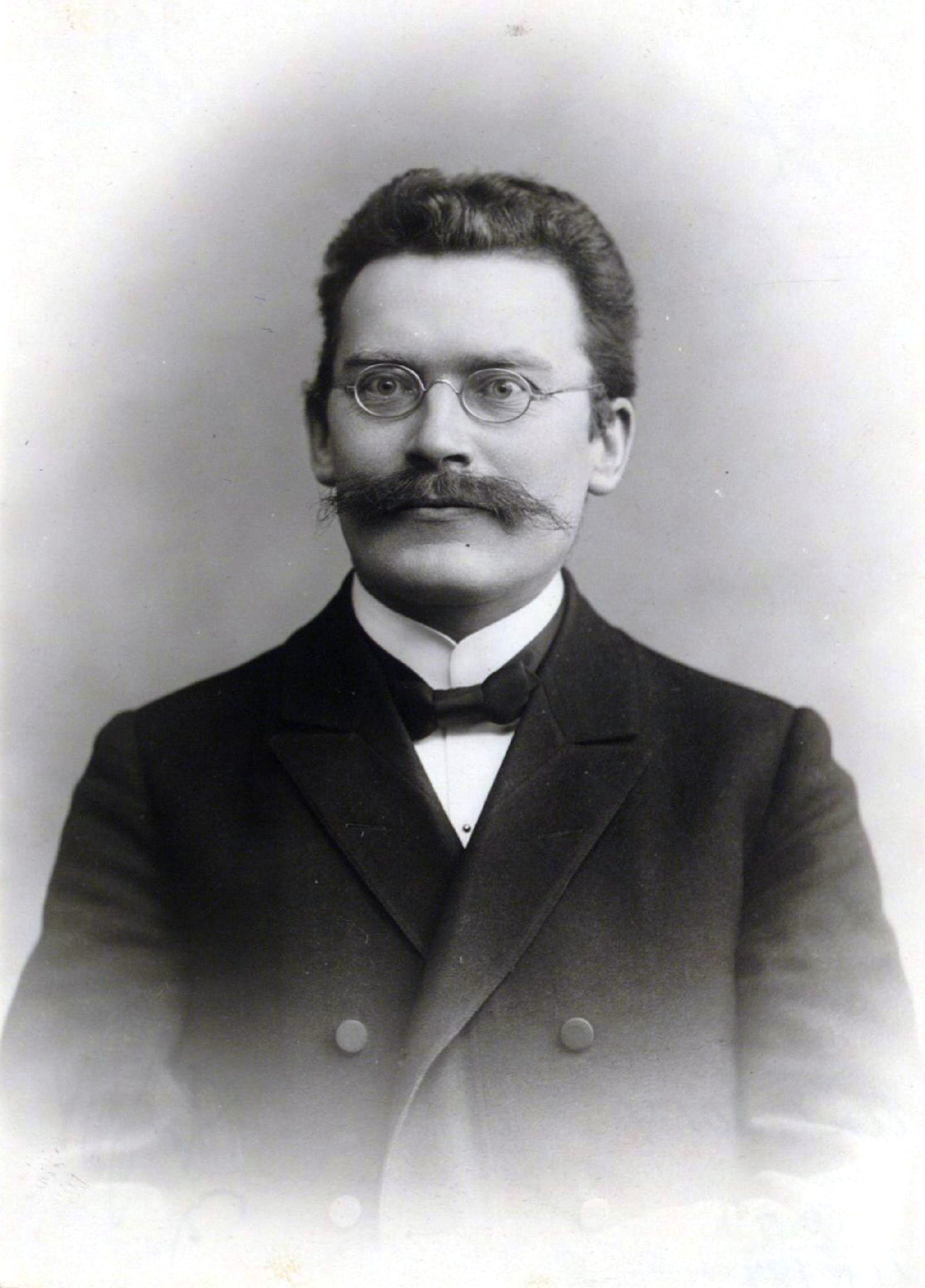
Kaarel Parts, 1907

Kaarel Parts (* 5. Juni 1873 in Arula, heute Landgemeinde Otepää, Estland; † 5. Dezember 1940 in Tartu) war ein estnischer Jurist. Er war von 1919 bis 1940 Präsident des estnischen Staatsgerichtshofs (Riigikohus).

## Frühe Jahre
Kaarel Parts wurde als Sohn eines Landwirts in Arula (deutsch Arrol) geboren. Er besuchte das renommierte Hugo-Treffner-Gymnasium in Tartu (Dorpat). 1896 schloss er sein Studium der Rechtswissenschaft an der Universität Tartu ab. Von 1898 bis 1907 war Parts Vorsitzender der Landgerichte (ülemtalurahvakohus) von Võru (Werro) und Tartu.

## Politiker
Von 1907 bis 1917 war Parts als Rechtsanwalt in Tartu tätig. Dort engagierte er sich auch politisch. Von 1907 bis 1920 war er Mitglied des Tartuer Stadtrats. 1907 war Parts für die Nationale Estnische Fortschrittspartei (estnisch Eesti Rahvameelne Eduerakond) von Jaan Tõnisson Mitglied der Zweiten Russischen Staatsduma, die von Februar bis Juni 1907 in Sankt Petersburg tagte. Von 1902 bis 1923 gehörte Parts als Vorstands- oder Aufsichtsratsmitglied verschiedenen estnischen und livländischen Banken an.
Von 1917 bis 1919 war Parts Mitglied des Provisorischen Landrats des Gouvernements Estland und vom 1. Februar 1919 bis zu dessen Auflösung am 23. April 1919 dessen Vorsitzender. Am 24. Februar 1918 erklärte Estland seine staatliche Unabhängigkeit von Russland. Vom 23. April bis zum 31. Oktober 1919 war Parts Mitglied der Verfassungsgebenden Versammlung der Republik Estland (Asutav Kogu), Mitglied des Ältestensrates und des Grundgesetz-Ausschusses.

## Staatsgerichtshof
Von 1919 wurde Kaarel Parts Vorsitzender des neugeschaffenen Staatsgerichtshofs der Republik Estland (Riigikohus). Er spielte während seiner Amtszeit eine wesentliche Rolle bei der Schaffung des estnischen Gerichtswesens und der Herausbildung einer eigenständigen estnischen und estnischsprachigen Jurisprudenz.
Mit der Besetzung Estlands durch die Sowjetunion im Juni 1940 wurden die Unabhängigkeit der Gerichte abgeschafft und das estnische Justizwesen gleichgeschalt. Die neuen Machthaber enthoben Parts am 1. August 1940 seines Amtes. Die neue Verfassung der Estnischen Sozialistischen Sowjetrepublik vom 25. August 1940 schaffte den Estnischen Staatsgerichtshof ganz ab. Kaarel Parts starb wenige Wochen später eines natürlichen Todes.